# Saksanlampi
Saksanlampi är en sjö i Finland. Den ligger i kommunen Kuhmo i den ekonomiska regionen  Kehys-Kainuu  och landskapet Kajanaland, i den östra delen av landet, 500 km nordost om huvudstaden Helsingfors. Saksanlampi ligger 210 meter över havet. Den är 12,2 meter djup. Arean är 40 hektar och strandlinjen är 3,67 kilometer lång. Sjön  ingår i Uleälvens huvudavrinningsområde.   I omgivningarna runt Saksanlampi växer i huvudsak barrskog.